# Callilepis
Callilepis é um género botânico pertencente à família Asteraceae.